# Yaraşlı, Kulu
Yaraşlı là một xã thuộc huyện Kulu, tỉnh Konya, Thổ Nhĩ Kỳ. Dân số thời điểm năm 2011 là 799 người.